# Plutodes philornia
Plutodes philornia là một loài bướm đêm trong họ Geometridae.